# Делаверська затока

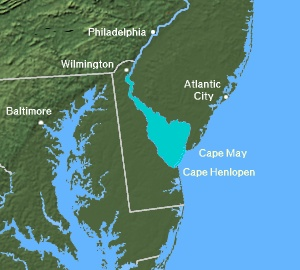
Делаверська затока на мапі

Делаверська затока (англ. Delaware Bay) — велика затока, що сформувалася в гирлі річки Делавер на північно-східному узбережжі США, в якій прісна вода річки змішується із солоними водами Атлантичного океану. Затока вкриває площу 2 030 км². Затока розділяє американські штати Нью-Джерсі і Делавер. Також затока є одним з найважливіших місць гніздування і зупинки прибережних птахів у світі.